# Massengräber in Črnomelj
Auf dem Gebiet der Gemeinde Črnomelj wurden drei Massengräber aus der Zeit des Zweiten Weltkriegs gefunden: eins in der Stadt Črnomelj , sowie zwei in Rožič Vrh.

## Stadt Črnomelj
- Das Pfarrschuppen-Massengrab (slowenisch: Grobišče v farovški loži) liegt nördlich der Stadt am Rande eines kleinen Erdlochs im Wald. Es enthält die Überreste unbestimmter Opfer.[1]

## Rožič Vrh
- Das Zagradec-Massengrab (slowenisch: Grobišče Zagradec) liegt in einem Erdloch unterhalb eines Waldweges und einer Heuwiese südöstlich von Gradec. Das Grab enthält die Überreste von 61 Roma aus Kanižarica, die am 21. Juli 1942 ermordet wurden.[2]

- Das Rožič Vrh-Massengrab (Grobišče Rožič Vrh) befindet sich in den Wäldern 2,5 km westlich von Rožič Vrh. Es enthält die Überreste nicht identifizierter Opfer.[3]